# Čachotín
Čachotín (en allemand : Tschachotin) est une commune du district de Havlíčkův Brod, dans la région de Vysočina, en République tchèque. Sa population s'élevait à 169 habitants en 2020.

## Géographie
Čachotín se trouve à 6 km au sud-ouest de Chotěboř, à 11 km au nord de Havlíčkův Brod, à 34 km au nord de Jihlava à 95 km au sud-est de Prague.
La commune est limitée par Jilem et Chotěboř au nord, par Rozsochatec à l'est, et par Horní Krupá au sud et à l'ouest.

## Histoire
La première mention écrite de la localité date de 1351.

## Transports
Par la route, Čachotín se trouve à 12,5 km de Havlíčkův Brod, à 39,5 km de Jihlava et à 103 km de Prague.